# Leigné-sur-Usseau
Leigné-sur-Usseau és un municipi francès situat al departament de la Viena i a la regió de la Nova Aquitània. L'any 2007 tenia 454 habitants.

## Demografia

### Població
El 2007 la població de fet de Leigné-sur-Usseau era de 454 persones. Hi havia 166 famílies de les quals 36 eren unipersonals (8 homes vivint sols i 28 dones vivint soles), 59 parelles sense fills, 67 parelles amb fills i 4 famílies monoparentals amb fills.
La població ha evolucionat segons el següent gràfic:
Habitants censats

### Habitatges
El 2007 hi havia 186 habitatges, 169 eren l'habitatge principal de la família, 10 eren segones residències i 7 estaven desocupats. 185 eren cases i 1 era un apartament. Dels 169 habitatges principals, 147 estaven ocupats pels seus propietaris, 21 estaven llogats i ocupats pels llogaters i 1 estava cedit a títol gratuït; 4 tenien dues cambres, 36 en tenien tres, 60 en tenien quatre i 69 en tenien cinc o més. 126 habitatges disposaven pel capbaix d'una plaça de pàrquing. A 48 habitatges hi havia un automòbil i a 109 n'hi havia dos o més.

### Piràmide de població
La piràmide de població per edats i sexe el 2009 era:
| Homes | Edats   | Dones |
| ----- | ------- | ----- |
| 0     | 95 o +  | 0     |
| 0     | 90 a 94 | 0     |
| 0     | 85 a 89 | 0     |
| 8     | 80 a 84 | 0     |
| 12    | 75 a 79 | 12    |
| 8     | 70 a 74 | 20    |
| 12    | 65 a 69 | 0     |
| 8     | 60 a 64 | 0     |
| 8     | 55 a 59 | 8     |
| 16    | 50 a 54 | 12    |
| 8     | 45 a 49 | 16    |
| 24    | 40 a 44 | 20    |
| 16    | 35 a 39 | 12    |
| 16    | 30 a 34 | 24    |
| 0     | 25 a 29 | 12    |
| 16    | 20 a 24 | 8     |
| 28    | 15 a 19 | 4     |
| 20    | 10 a 14 | 12    |
| 20    | 5 a 9   | 8     |
| 8     | 0 a 4   | 28    |

## Economia
El 2007 la població en edat de treballar era de 308 persones, 236 eren actives i 72 eren inactives. De les 236 persones actives 217 estaven ocupades (127 homes i 90 dones) i 19 estaven aturades (6 homes i 13 dones). De les 72 persones inactives 26 estaven jubilades, 23 estaven estudiant i 23 estaven classificades com a «altres inactius».

### Ingressos
El 2009 a Leigné-sur-Usseau hi havia 172 unitats fiscals que integraven 456 persones, la mediana anual d'ingressos fiscals per persona era de 16.351 €.

### Activitats econòmiques
Dels 7 establiments que hi havia el 2007, 1 era d'una empresa de fabricació d'altres productes industrials, 3 d'empreses de construcció, 1 d'una empresa de comerç i reparació d'automòbils, 1 d'una empresa de serveis i 1 d'una empresa classificada com a «altres activitats de serveis».
Dels 3 establiments de servei als particulars que hi havia el 2009, 1 era un paleta, 1 guixaire pintor i 1 lampisteria.
L'únic establiment comercial que hi havia el 2009 era una botiga de menys de 120 m².
L'any 2000 a Leigné-sur-Usseau hi havia 5 explotacions agrícoles que ocupaven un total de 590 hectàrees.

## Equipaments sanitaris i escolars
El 2009 hi havia una escola maternal integrada dins d'un grup escolar amb les comunes properes formant una escola dispersa.

## Poblacions més properes
El següent diagrama mostra les poblacions més properes.